# Kryn
KRYN ist eine kroatische Alternative-Metal-Band.

## Diskografie
- 2014: Scars Reminde Me (Album, Eternal Sound Records)
- 2019: Risset (Download-Single)
- 2020: Waters (Download-Single)
- 2020: The Deceiver (Download-Single)
- 2021: The Riven Heart (Download-Single)